# Diego Hidalgo Schnur
Diego Hidalgo Schnur (1942) es un filántropo, intelectual y hombre de negocios español.

## Biografía
Nació en Madrid el 5 de noviembre de 1942. Es hijo de Diego Hidalgo y Durán (1886-1961), abogado, notario, autor, intelectual y político español que fue ministro de Guerra bajo la Segunda República española (1931-1936), y de Gerda Schnur de Hidalgo (1910-1969), también una intelectual que vivió en París de 1926 y 1939.
Estudió Derecho en la Universidad Complutense de Madrid (1959-1964) y obtuvo un MBA de Harvard (1966-1968). Estudió un doctorado en Ciencias Políticas en la Universidad de Ciudad de Nueva York (1996-2001).
Hidalgo trabajó en el Banco Mundial de 1968 a 1977 donde fue ascendido a jefe de División en 1974 con responsabilidades sobre todos los proyectos del Banco Mundial en los 45 países de África subsahariana. Fue la persona más joven y el primer español en ocupar una posición de este rango en el Banco Mundial. En los años posteriores fundó FRIDA (Fondo para Búsqueda e Inversión para el Desarrollo de África) y DFC (Empresa de Finanza del Desarrollo).
Participó en la fundación de El País y de Prisa, el grupo mayor conglomerado de medios de comunicación español. Ha sido Consejero del Grupo Prisa durante más de treinta años. En los años 1980 fue consejero delegado de las editoriales Alianza Editorial y Labor.
En 1994, fue seleccionado en el programa de Fellows del Centro Weatherhead para Asuntos Internacionales de la Universidad de Harvard, donde entre 1996 y 1999 fue Senior Asociar del Centro de Estudios europeo. En 2009 sea el ganador del Premio Compromiso al Desarrollo "Ideas en acción” del Centro para Desarrollo Global.
Es el fundador y actualmente presidente honorario de FRIDE, (Fundación para las Relaciones Internacionales y el Diálogo Exterior), del Club de Madrid, una asociación de más de setenta anterior democráticamente eligió jefes de Estado y Gobierno, el CITPax (Centro de Toledo Internacional para Paz) y La Fundación Maimona. Es también un miembro de fundar y socio sénior de la Fundación Gorbachov en América del Norte (GFNA), y un miembro activo del Club de Roma y su consejo de Gobernadores.
Ha publicado varios libros, entre ellos El futuro de España (Taurus, 1996), que estuvo en la lista de libros más vendidos en España durante 23 semanas, y Europa, Globalización y Unión Monetaria (Siddarth Mehta, 1998).
Habla varios idiomas, incluido el español, el francés y el inglés. Está casado y tiene siete hijos, entre ellos Diego Hidalgo Demeusois.